# Na Na Hey Hey Kiss Him Goodbye
나 나 헤이 헤이 키스 힘 굿바이(Na Na Hey Hey Kiss Him Goodbye)는 Paul Leka , Gary DeCarlo, Dale Frashuer가 쓰고 녹음한 곡으로 당시 창작한 밴드 " Steam "이 공급한 한 곡이다. 머큐리 레코드 자회사 레이블 Fontana 래코드에서 공급되었다. 1969년 말에 Billboard Hot 100에서 팝 싱글이 되어 1970년 초 차트에 남아있었다.
1977년 시카고 화이트 삭스의 오르간 출신 인 낸시 파우스트(Nancy Faust)는 화이트 삭스 강타자들이 상대 투수를 제압했을 때 이 노래를 시작했다. 팬들이 노래하고 스포츠 의식이 탄생했다. 노래의 코러스는 잘 알려져 있으며, 여전히 많은 스포츠 경기에서 관중들의 노래로 자주 사용된다. 일반적으로 결과가 모두 확실하거나 개별 선수가 퇴장 또는 실격되는 경우 퇴장 대회에서 패배하는 쪽을 목표로 한다.